# Olvenstedter Straße 13

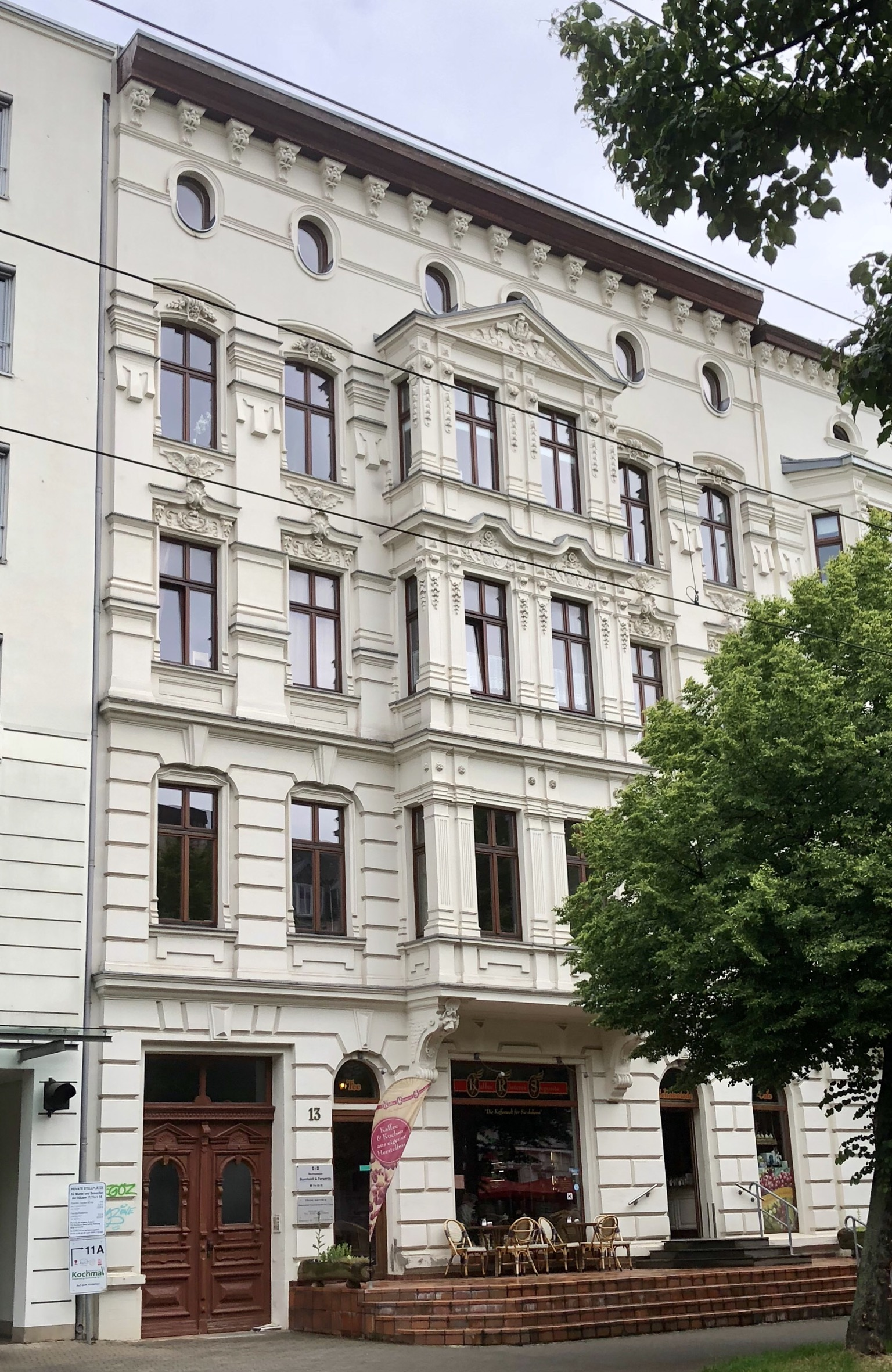
Haus Olvenstedter Straße 13 im Jahr 2019

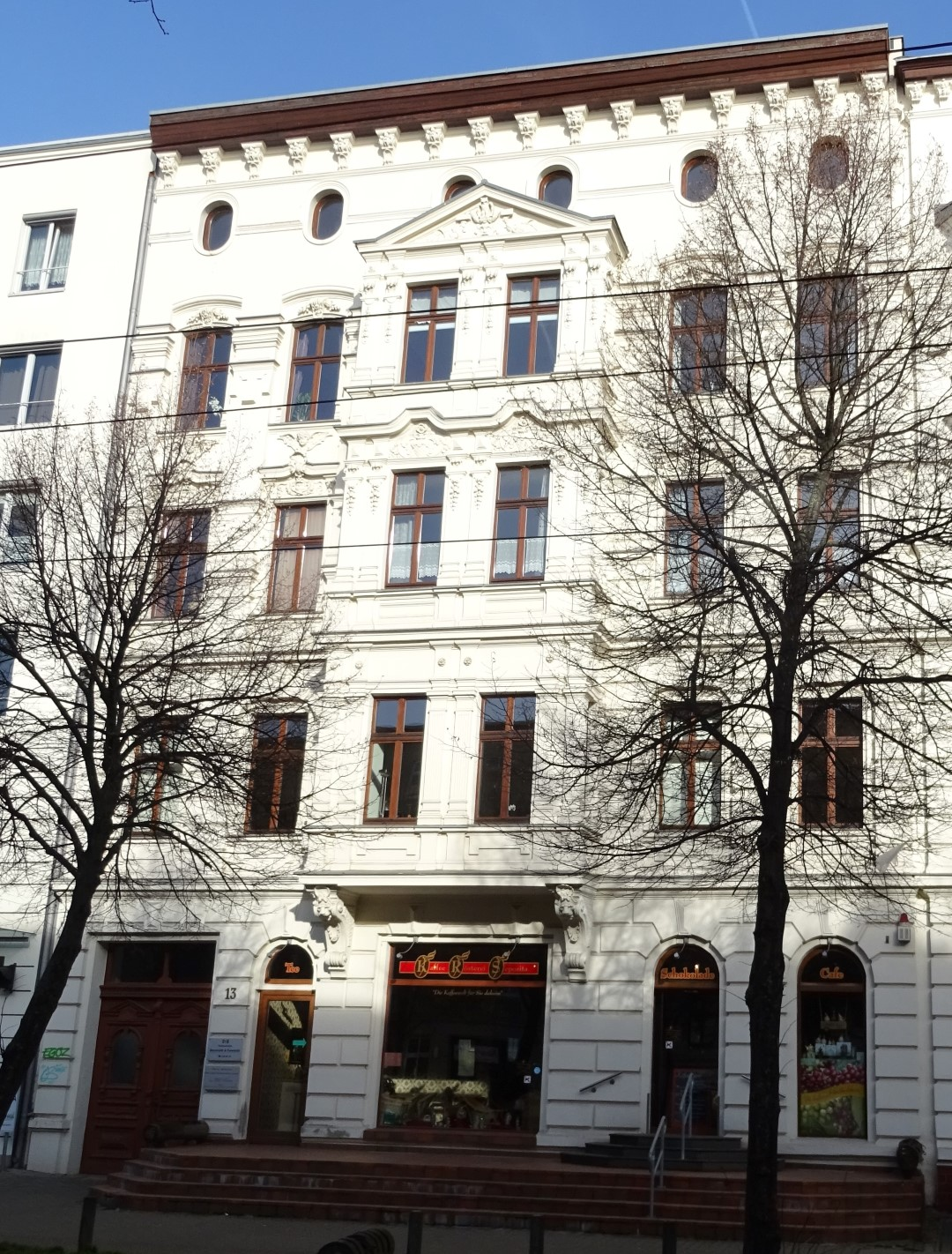
Blick auf die Front

Das Gebäude Olvenstedter Straße 13 ist ein denkmalgeschütztes Wohn- und Geschäftshaus in Magdeburg in Sachsen-Anhalt.

## Lage
Es befindet sich im Magdeburger Stadtteil Stadtfeld Ost auf der nordöstlichen Seite der Olvenstedter Straße. Südlich grenzt das gleichfalls denkmalgeschützte Haus Olvenstedter Straße 12 an.

## Architektur und Geschichte
Das viereinhalbgeschossige, verputzte Gebäude entstand im Jahr 1898 im Stil des Neobarocks. Bauherr war der Zimmermeister Carl Böhme. Die sechsachsige Fassade wird von einem zweiachsigen, mittig angeordneten Kastenerker geprägt, der sich vor den drei Obergeschossen befindet. Er wird von stark ausgebildeten, mit Löwenfratzen versehenen, Konsolen gestützt und ist mit Pilastern verziert. Bekrönt wird der Erker von einem Dreiecksgiebel, der mit einer Eule geschmückt ist.
Die Fassade ist im Erdgeschoss sowie am ersten Obergeschoss mit einer Rustizierung versehen. Im zweiten und dritten Obergeschoss finden sich an Kolossalpilaster erinnernde Verzierungen. Darüber hinaus ist die Fassade mit Putten und Rollwerkkartuschen versehen. Im Mezzaningeschoss sind die Fensteröffnungen als stehende Ovale ausgebildet.
Im örtlichen Denkmalverzeichnis ist das Wohn- und Geschäftshaus unter der Erfassungsnummer 094 82310 als Baudenkmal verzeichnet.
Das Gebäude wird als Teil historischen Straßenzuges als das Straßenbild prägend angesehen.